# Bruxenelle
Die Bruxenelle ist ein Fluss in Frankreich, der im Département Marne in der Region Grand Est verläuft. Sie entspringt unter dem Namen Ruisseau de l’Étang im Gemeindegebiet von Trois-Fontaines-l’Abbaye, entwässert in vielen Schleifen generell in westlicher Richtung und mündet nach rund 40 Kilometern am Ortsrand von Vitry-en-Perthois als linker Nebenfluss in die Saulx. Bei Brusson unterquert die Bruxenelle den parallel zum Ornain verlaufenden Canal de la Marne au Rhin.

## Orte am Fluss
(Reihenfolge in Fließrichtung)
- Trois-Fontaines-l’Abbaye
- Cheminon
- Maurupt-le-Montois
- Blesme
- Brusson
- Plichancourt
- Vitry-en-Perthois